# 弗拉基米尔·列兹尼琴科
弗拉基米尔·伊斯梅洛维奇·列兹尼琴科（俄语：Влади́мир Измайлович Резниче́нко，1965年7月27日—），苏联、德国男子击剑运动员。他曾获得1992年夏季奥运会男子重剑团体金牌和1988年夏季奥运会男子重剑团体铜牌。